# Barry Pearl
Barry Lee Pearl (ur. 29 marca 1950 w Lancaster, Pensylwania) – amerykański aktor. Jego żoną jest Heather Brown.

## Filmografia
- 1999: Mój przyjaciel Marsjanin jako News director
- 1997–2003: Port Charles jako Dr Roy Aikman
- 1996:Siegfried & Roy: Masters of the Impossible jako Rumpelstiltskin
- 1994: Tryst jako Doktor
- 1994: Bedtime with Barney: Imagination Island jako Profesor Erasmus Q. Tinkerputt
- 1987: Flicks jako Red
- 1986: Annihilator jako Eddie
- 1985: Anioł zemsty jako Johnny Glitter
- 1983: Making of a Male Model jako Clarence
- 1981: Munsters' Revenge, The jako Warren Thurston
- 1978: Grease jako Doody
- 1976: Best Friends
- 1976: C.P.O. Sharkey jako Rekrut Mignone
- 1969: Adventures of the Prince and the Pauper, The jako Tom Canty